# Ashton Irwin
Ashton Fletcher Irwin (Hornsby, Nueva Gales del Sur; 7 de julio de 1994) es un músico australiano, conocido principalmente por ser el baterista de la banda pop-rock australiana 5 Seconds of Summer. Desde 2014, 5 Seconds of Summer vendió más de 10 millones de álbumes y más de 2 millones de entradas de conciertos por todo el mundo, y las canciones de la banda superan los 7 mil millones de reproducciones, haciéndoles una de las más exitosas exportaciones musicales australianas de la historia.
En octubre de 2020, el cantante publica su primer proyecto en solitario, Superbloom.

## Primeros años
Ashton Fletcher Irwin nació el 7 de julio de 1994 en Hornsby, Nueva Gales Del Sur. Su padre, quién es estadounidense, dejó la familia cuándo Irwin tenía dos años. Su madre, Anne-Marie, sufrió de alcoholismo, y como resultado, Irwin pasó su infancia "pasando el tiempo con personas bebidas en pubs".

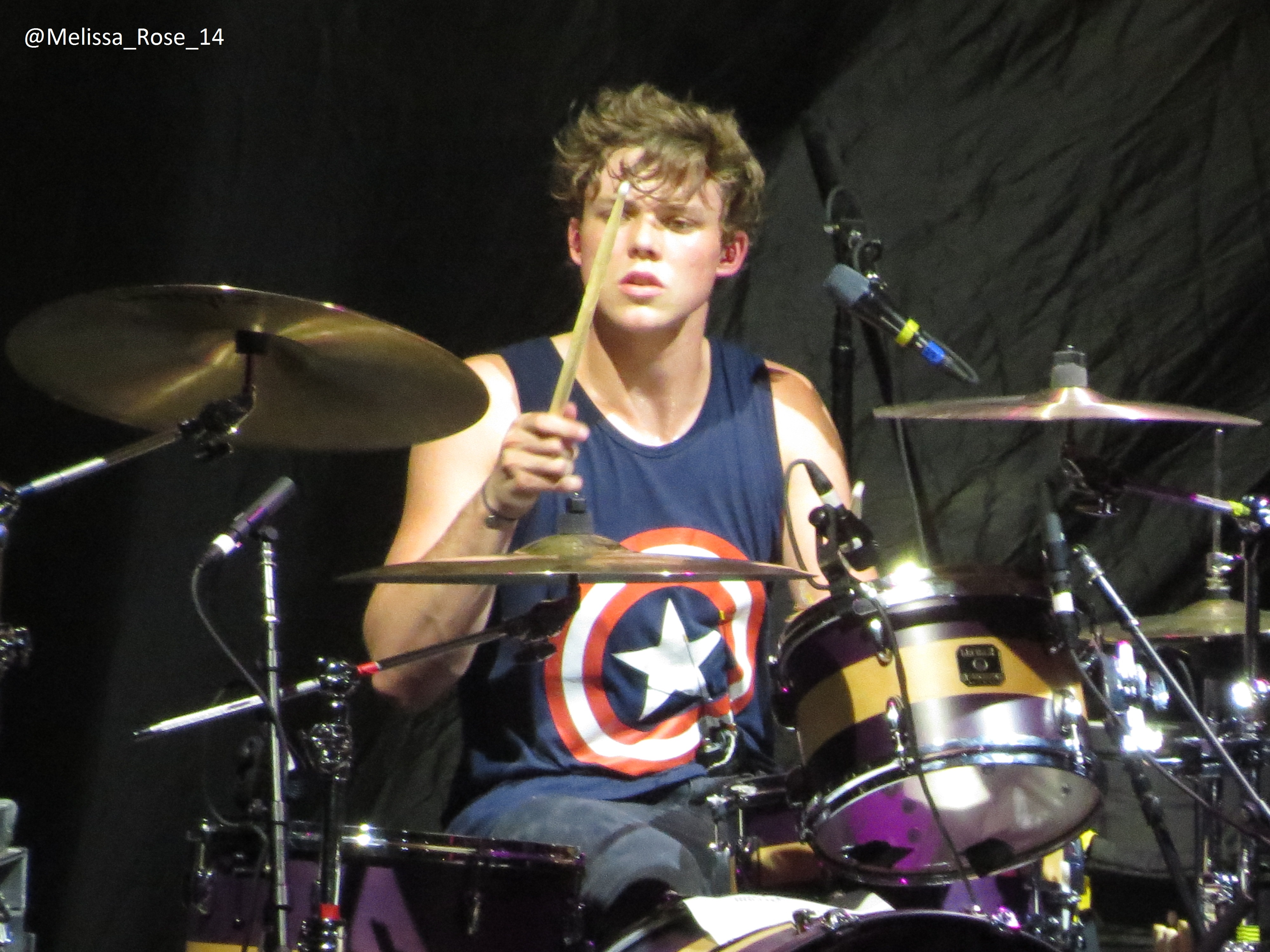
Irwin en la batería con 5 Seconds of Summer en 2013

Él más tarde comentó, "Mi infancia es […] interesante, no tuve un padre, mi madre ha luchado contra el alcoholismo mi vida entera. He crecido prácticamente cuidando de otras personas… he tenido que ser constantemente positivo, y tengo una mente muy deprimida". Irwin Frecuentemente cambiaba de residencia de niño, principalmente residiendo en Richmond y Windsor. Su madre "no tenía mucho dinero" y como resultado, a Irwin " le costaba comer de semana en semana".
El tío de Irwin era batería en una banda de Death metal y su padrastro tocaba la percusión en una banda Punk-Rock. Irwin aprendió cómo tocar la batería a los nueve años después de pedir a su padrastro que le enseñara. Irwin Ayudó a criar a sus hermanos pequeños, su hermanastro Harry y su hermanastra Lauren, mientras atendía al Instituto Richmond, del cual se graduó en 2012.
Durante sus años de instituto, con anterioridad a la formación de 5 Seconds of Summer, Irwin formó parte de una banda de un jazz-funk llamada "Swallow the Goldfish" con algunos compañeros de clase. Después de terminar con esta banda, Irwin atendió un año de educación universitaria en la universidad TAFE , estudiando música, antes de escoger dejarlo debido a sus compromisos con 5 Seconds of Summer.

## Carrera

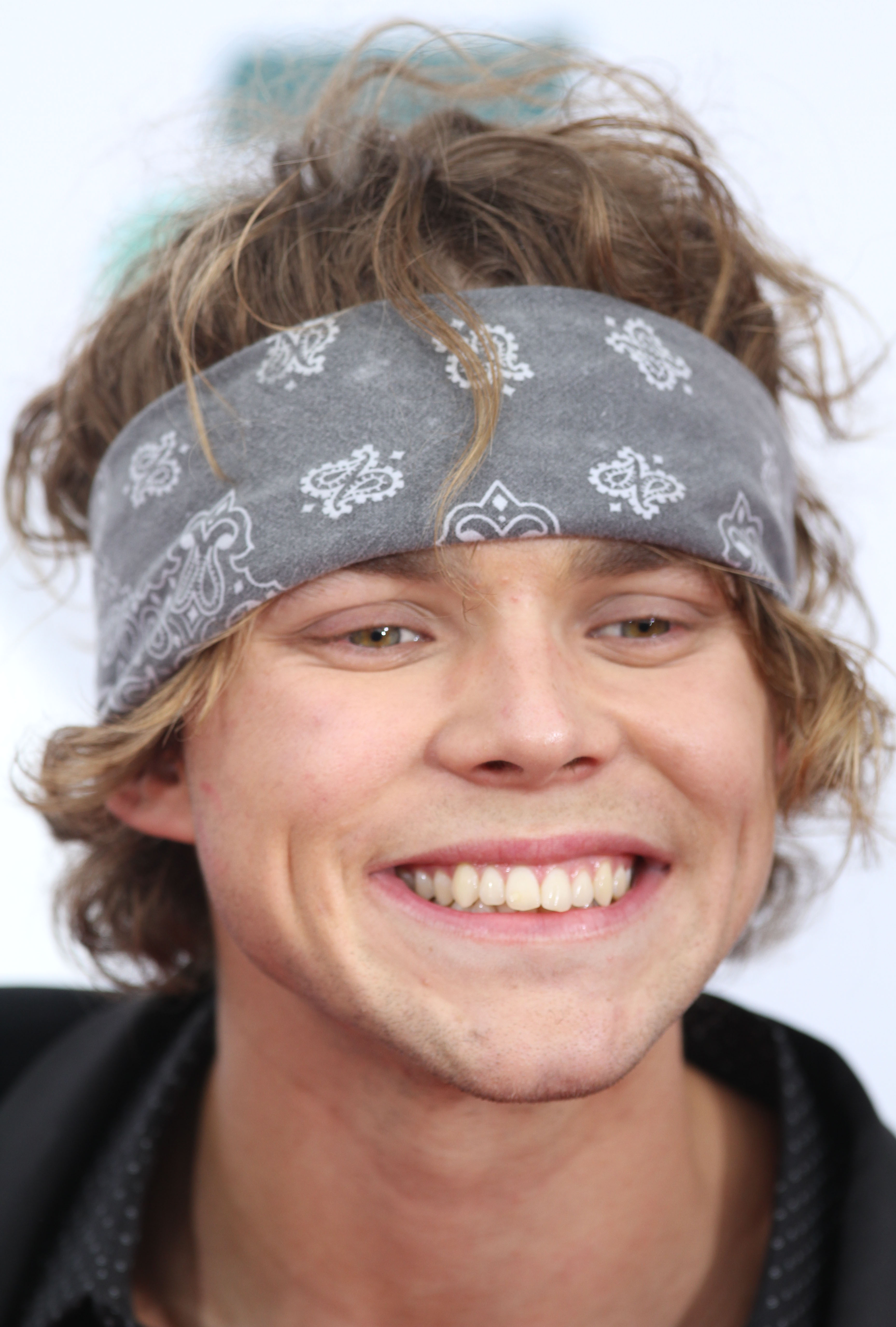
Irwin en 2014 en los premios ARIA

A finales del 2011, Irwin recibe un mensaje de Facebook de su amigo y futuro compañero de banda, Michael Clifford, preguntando si estaría interesado en hacer música casualmente con él, Luke Hemmings y Calum Hood. Irwin aceptó, uniéndose al trío para subir versiones de canciones en el canal de YouTube de Luke, formandose así la banda 5 Seconds of Summer.
Después de meses publicando versiones juntos, la banda comenzó a atraer el interés de grandes discográficas y firmaron un acuerdo de publicación con Sony Music Publishing. Irwin ha publicado cuatro álbumes de estudio con la banda desde entonces: 5 Seconds of Summer (2014), Sounds Good Feels Good (2015), Youngblood (2018), y Calm (2020). Todos ellos han obtenido un éxito mundial. 
Aparte de la banda, Irwin ha compuesto y puesto instrumentación para otros artistas, como Andy Black, El Faim y Makeout.
El 23 de septiembre de 2020, Irwin anuncia la publicación de su álbum debut como solista, titulado Superbloom, el cual será publicado el 23 de octubre de 2020. Previamente publicó su primer sencillo, "Skinny Skinny", una pista sobre las preocupaciones sobre la imagen corporal, algo que él "nunca había afrontado de una forma creativa". Irwin Declaró que Superbloom "explora sus filosofías interiores y sentimientos sobre el paseo de vida en el que se ha encontrado". Reitera: "Me hace tremendamente feliz estar en una banda que me permite crear libremente tanto dentro como fuera de ella".
El 3 de junio de 2024, Irwin anunció su segundo álbum de estudio ''BLOOD ON THE DRUMS" que fué lanzado oficialmente el 17 de julio de ese mismo año bajo su propio sello.

## Vida personal
Irwin es completamente abierto sobre sus problemas con el alcoholismo y es un gran defensor de la importancia de la salud mental. En 2018, Irwin admitió que durante el descanso de dos años de 5 Seconds of Summer,  "trató con sus emociones sólo con alcohol". En abril de 2020, Irwin reveló que, en ese momento había conseguido estar sobrio por diez meses. Durante la gira de 2019 de la banda, Irwin documentó a través de sus redes sociales, baños de hielo a los que se sometía antes de que cada espectáculo como una afirmación de haber vencido su abuso de sustancias.
Irwin salió durante un año con la modelo Bryana Holly, terminándose la relación en junio de 2016. En 2018, Irwin empezó una relación con la bloguera de moda y fotógrafa Kaitlin (Kay Kay) Blaisdell.
En 2017, Irwin compró una mansión de cinco dormitorios en el barrio Hollywood Hills del Hollywood de Los Ángeles. En 2018, Irwin compró una segunda propiedad, un ático, en West Hollywood. En 2020, el valor neto de propiedad de Irwin está estimado en 20 millones de dólares.

## Discografía

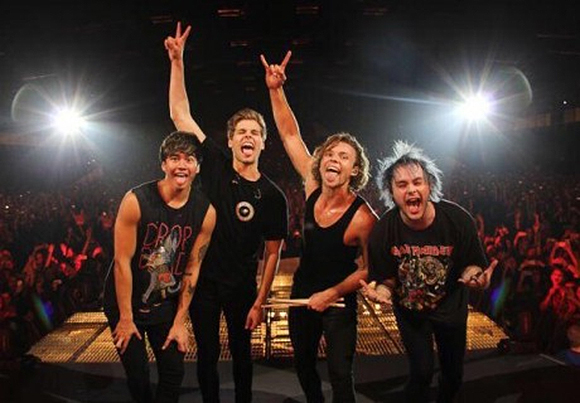
Irwin en un concierto junto con 5 Seconds of Summer, 2017

### Álbumes de estudio
| Título             | Detalles de álbum | Pistas |
| ------------------ | --- | --- |
| Superbloom         | - Publicado: 23 de octubre de 2020 - Formatos: CD, vinilo, descarga digital, streaming - Discográfica: Ashton Irwin Music Group | Ver lista1. "Scar" 2. "Have U Found What Ur Looking For?" 3. "Skinny Skinny" 4. "Greyhound" 5. "Matter Of Time (Interlude)" 6. "Sunshine" 7. "The Sweetness" 8. "I'm To Blame" 9. "Drive" 10. "Perfect Lie" |
| BLOOD ON THE DRUMS | • Publicado: 17 de julio de 2024 • Formatos: CD, vinilo, descarga digital, streaming • Discográfica: Ashton Irwin Music Group   | 1. "Straight To Your Heart" 2. "Breakup" 3. "BLOOD ON THE DRUMS" 4. "I See The Angels" 5. "Lose You" 6. "Rebel At Heart" 7. "Last Night Of My Life" 8. "Indestructible" 9. "The Canyon" 10. "California Holds Her Breath" 11. "Little Spark" 12. "Wicked Habit" 13. "Marry You" 14. "Glory Days" 15. "Wild Things" 16. "Endless Wave" |

### Sencillos
| Título                             | Año  | Álbum              |
| ---------------------------------- | ---- | ------------------ |
| "Skinny Skinny"                    | 2020 | Superbloom         |
| "Have U Found What Ur Looking For" | 2020 | Superbloom         |
| "SCAR"                             | 2020 | Superbloom         |
| "Straight To Your Heart"           | 2024 | BLOOD ON THE DRUMS |

### Créditos musicales
| Año  | Título                   | Artista    | Álbum             | Créditos                              |
| ---- | ------------------------ | ---------- | ----------------- | ------------------------------------- |
| 2016 | "Drown Me Out"           | Andy Black | The Shadow Side   | Compositor, batería, percusión, coros |
| 2016 | "Homecoming King"        | Andy Black | The Shadow Side   | Compositor, batería                   |
| 2016 | "We Don't Have to Dance" | Andy Black | The Shadow Side   | Compositor, batería                   |
| 2016 | "Ribcage"                | Andy Black | The Shadow Side   | Compositor, batería                   |
| 2016 | "Stay Alive"             | Andy Black | The Shadow Side   | Compositor, batería                   |
| 2016 | "Beautiful Pain"         | Andy Black | The Shadow Side   | Compositor, batería                   |
| 2016 | "Broken Pieces"          | Andy Black | The Shadow Side   | Compositor, batería                   |
| 2017 | "Ride It Out"            | Makeout    | The Good Life     | Compositor, batería                   |
| 2018 | "Summer is a Course "    | The Faim   | State of Mind     | Compositor, batería                   |
| 2019 | "The Promise"            | Andy Black | The Ghost of Ohio | Compositor, batería                   |

## Videografía

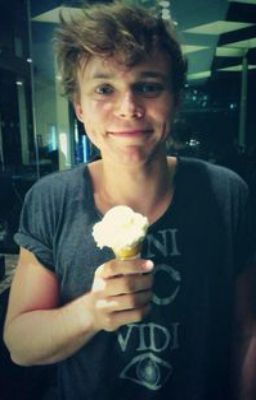
Irwin en 2014

### Videoclips musicales
| Año  | Título            | Artista             | Papel              |
| ---- | ----------------- | ------------------- | ------------------ |
| 2018 | "Valentine"       | 5 Seconds of Summer | Él mismo, Director |
| 2019 | "When I Get Home" | Ivy Levan           | Interés amoroso    |
| 2020 | "Skinny Skinny"   | Ashton Irwin        | Él mismo, Director |

## Premios y nominaciones
| Año  | Premios    | Categoría                           | Trabajo nominado | Resultado | Ref    |
| ---- | ---------- | ----------------------------------- | ---------------- | --------- | ------ |
| 2020 | MusicRadar | Mejores bateristas del mundo actual | Él mismo         | 3º        | [ 37 ] |